# Schmackeboom
«Schmackeboom» — песня шведского певца французского происхождения Tacfarina Yamoun под псевдонимом «Le Tac». Как сингл была издана 2 июля 2014 года под лейблом Warner Music Sweden. Одним из авторов композиции стал шведский продюсер Anderz Wrethov.
Песня была перезаписана официально в семи версиях. Большая часть каждой версии исполнена на французском, а фраза перед припевом произносится на английском, шведском, немецком, итальянском или испанском языке (для определённой версии). Также был издан отдельный сингл для ремиксов.
Название песни (скорее всего) происходит от шведского «schmacka» (рус. шалить).
С 2014 года песня звучала на радиостанциях Украины, России, Швеции, Польши,Германии и Франции.

## Видеоклип
В августе 2014 года с канала певца был загружен видеоклип к песне. На видео певец, замесив тесто, начинает стучать по ягодицам полуобнажённых девушек, появляющихся на кухне с тестом или «багетами» в руках. После этого он начинает танцевать среди них вместе с шеф-поваром. В одном из эпизодов на теле женщины появляется флаг Швеции.
Данное видео было запрещено для просмотра на Youtube несовершеннолетним лицам и незарегистрированным пользователям.

## Список композиций

### Официальная версия
1. Schmackeboom (Do You Want To F**k With Me) — английская
2. Schmackeboom (Voulez-vous crac-crac avec moi) — французская
3. Schmackeboom (Wollen Sie Bumsen Mit Mich) — немецкая
4. Schmackeboom (Vuoi Scopare Con Me) — итальянская
5. Schmackeboom (Quieres Follar Conmigo) — испанская
6. Schmackeboom (Vill du knulla med mig) — шведская
7. Schmackeboom (Do You Want To Cook With Me) — английская

### Ремикс-версии[4]
1. Schmackeboom (Do You Want To Fuck With Me) (English Radio Edit)
2. Schmackeboom (Do You Want To Fuck With Me) (Around The Globe Remix)
3. Schmackeboom (Do You Want To Fuck With Me) (Peet Syntax & Alexie Divello Remix)
4. Schmackeboom (Do You Want To Fuck With Me) (Esquille’s Small Room Club Remix)
5. Schmackeboom (Voulez Vous Crac Crac Avec Moi) (French Radio Edit)
6. Schmackeboom (Voulez Vous Crac Crac Avec Moi) (Around The Globe Remix)
7. Schmackeboom (Voulez Vous Crac Crac Avec Moi) (Peet Syntax & Alexie Divello Remix)
8. Schmackeboom (Wollen Sie Bumsen Mit Mich) (German Radio Edit)
9. Schmackeboom (Wollen Sie Bumsen Mit Mich) (Around The Globe Remix)
10. Schmackeboom (Wollen Sie Bumsen Mit Mich) (Peet Syntax & Alexie Divello Remix)
11. Schmackeboom (Wollen Sie Bumsen Mit Mich) (Esquille’s Small Room Club Remix)